# Karlheinz Poredda
Karlheinz Poredda (* 12. Januar 1920 in Lyck, Masuren; † 18. März 2012) war Bürgermeister der Gemeinde Hipstedt im Landkreis Rotenburg (Wümme). Überregionale Bekanntheit erreichte er, da er mit 91 Jahren und 50 Dienstjahren der dienstälteste und älteste amtierende Bürgermeister Deutschlands war.
Poredda stammt aus Neumalken bei Lyck in Masuren. Er nahm als Soldat am Zweiten Weltkrieg teil und geriet in Gefangenschaft. 1948 kam er aus der Kriegsgefangenschaft nach Hipstedt und engagiert sich seitdem ehrenamtlich in der Kommunalpolitik. 
1961 wurde er zum Bürgermeister gewählt. Zuerst war Poredda Mitglied beim Bund der Heimatvertriebenen und Entrechteten, wurde jedoch in den 70er Jahren zum Mitbegründer der Wählergemeinschaft Freie Bürger (WFB), für die er auch im Kreisparlament und im Rat der Samtgemeinde Geestequelle saß. 
Ende Oktober 2011 zog er sich aus dem öffentlichen Leben zurück. Am 6. Februar 2013 wurde er postum zum Ehrenbürgermeister der Gemeinde Hipstedt ernannt.
Poredda war verheiratet und hatte einen Sohn.

## Ehrungen
- 1988: Bundesverdienstkreuz am Bande
- 1992: Ehrenmedaille des Städte- und Gemeindetages, Landesverband Niedersachsen
- 2001: Verdienstkreuz des Niedersächsischen Verdienstordens am Bande
- 2009: Bundesverdienstkreuz 1. Klasse